# Tàngara andina barbanegra
La tàngara andina barbanegra (Anisognathus notabilis) és una espècie d'ocell de la família dels tràupidss (Thraupidae). Habita el bosc molsós dels Andes, al sud-oest de Colòmbia i nord-oest i sud de l'Equador.